# Pile atomique expérimentale de Haigerloch
La pile atomique expérimentale de Haigerloch est une ancienne installation souterraine de recherche nucléaire allemande. Elle est construite pendant la phase finale de la Seconde Guerre mondiale, au début de 1945, à Haigerloch dans la province de Hohenzollern.
Lors de l'« expérience à grande échelle » B8, qui sera la derniere du « projet uranium » mené par le Troisième Reich, la possibilité de réaction nucléaire en chaîne est vérifiée par bombardement neutronique d'uranium naturel immergé dans de l'eau lourde. Le niveau critique n'est pas atteint, et des calculs ultérieurs démontreront que l'installation aurait dû être environ une fois et demie plus volumineuse pour pouvoir provoquer une réaction critique.
L'unité spéciale américaine Alsos découvre l'installation le 23 avril 1945 et la démantèle le lendemain. Les scientifiques impliqués seront capturés et les matériaux utilisés transférés par avion aux États-Unis. Aujourd'hui, le musée Atomkeller, situé sur l'ancien site de la pile, garde la mémoire de ces évènements.

## Recherches antérieures

### Premiers essais du Troisième Reich

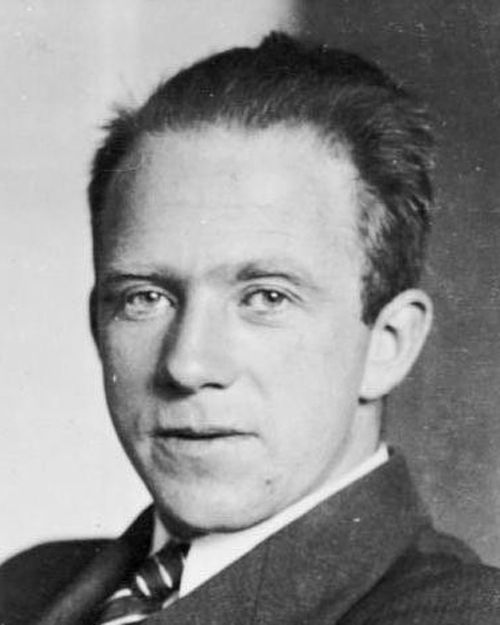
Werner Heisenberg, à partir de 1942 directeur de l'Institut de physique Kaiser-Wilhelm.

L'objectif du projet allemand pendant la Seconde Guerre mondiale était de pouvoir maîtriser la fission nucléaire découverte en 1938 par Otto Hahn et Fritz Straßmann. Une série d'expériences, dites « à grande échelle », devaient confirmer par la pratique les avancées de la recherche fondamentale allemande pour générer de l'énergie à partir d'uranium. De l'uranium naturel immergé dans de l'eau lourde servant de modérateur était bombardé de neutrons, et les chercheurs allemands ont pu observer la multiplication neutronique résultante. Ils ne parlaient pas de réacteur, mais de « machine à uranium » ou de « brûleur à uranium ». Il y eut quatorze « expériences à grande échelle » avant la derniere nommée B8, qui sera réalisée à Haigerloch :
- B1 à B7, de 1941 à 1944, réalisés à l'Institut Kaiser-Wilhelm de physique à Berlin-Dahlem sous la direction du lauréat du prix Nobel Werner Heisenberg. Les physiciens ont testé la réactivité de plaques d'uranium métal de différentes épaisseurs avec un succès croissant[2].

- L1 à L4, en 1941 et 1942, dans une autre installation à Leipzig. Heisenberg et ses collaborateurs ont testé de l'oxyde d'uranium disséminé dans de l'eau lourde. Après deux accidents mineurs sur la pile Leipzig L-IV, cette piste sera abandonnée et seul l'uranium métal sera utilisé ensuite[2].

- G1 à G3, en 1942 et 1943, sur le site d'essai de Gottow près de Berlin, par un autre groupe dirigé par Kurt Diebner. Dans ces trois expériences, des cubes d'uranium ont été utilisés à la place de plaque avec de bons résultats ; de la paraffine a également été utilisée comme modérateur en plus de l'eau lourde. Les groupes Heisenberg et Diebner se disputaient les ressources pour leurs expériences[2].

### Délocalisation des recherches
| \| Berlin Gottow Leipzig Haigerloch Hechingen Tailfingen \| Localisation des instituts de recherche. |
| Berlin Gottow Leipzig Haigerloch Hechingen Tailfingen                                                |

En 1943, toutes les grandes villes allemandes sont menacées par les bombardements alliés. Par conséquent, les autorités allemandes décident de déplacer l'Institut Kaiser-Wilhelm de physique dans une zone plus rurale. L'idée d'utiliser la province de Hohenzollern à cette fin vient probablement du chef du département de physique du Conseil de la recherche du Reich, Walther Gerlach, qui avait étudié puis enseigné à l'Université de Tübingen et connaissait l'endroit. Cette région avait jusque-là été largement épargnée par les raids aériens, ce qui plaidait en sa faveur. De plus, les scientifiques impliqués avaient moins de chance d'être capturés par les troupes soviétiques, en cas de défaite.
L'Institut de physique Kaiser Wilhelm a donc été transféré à Hechingen, à 15 kilomètres de Haigerloch, et y a été installé dans les usines textiles Grotz et Conzelmann et dans la brasserie de l'ancien monastère franciscain de Sankt Luzen. Le déménagement s'est déroulé en plusieurs étapes. Le premier tiers de l'institut a déménagé à Hechingen fin 1943, suivi dans le courant de 1944 par Carl Friedrich von Weizsäcker et Karl-Heinz Höcker alors en poste à l'Université de Strasbourg et enfin par Werner Heisenberg lui-même. L'Institut Kaiser Wilhelm de chimie a été déménagé en parallèle à proximité de Tailfingen avec Otto Hahn et Max von Laue.
En janvier 1945, seuls Karl Wirtz, Kurt Diebner et quelques techniciens de l'Association pour l'Uranium restèrent à Berlin. Karl Wirtz était en train de mettre en place le plus grand test de réacteur à ce jour dans le bunker encore intact de l'institut Dahlem alors que l'Armée rouge était à 80 kilomètres de Berlin. En conséquence, on décide le 27 janvier 1945 de tout annuler et d'évacuer tous les scientifiques et le matériel vers le sud de l'Allemagne.

## Construction du laboratoire de Haigerloch

### Site d'accueil dans une excavation rocheuse

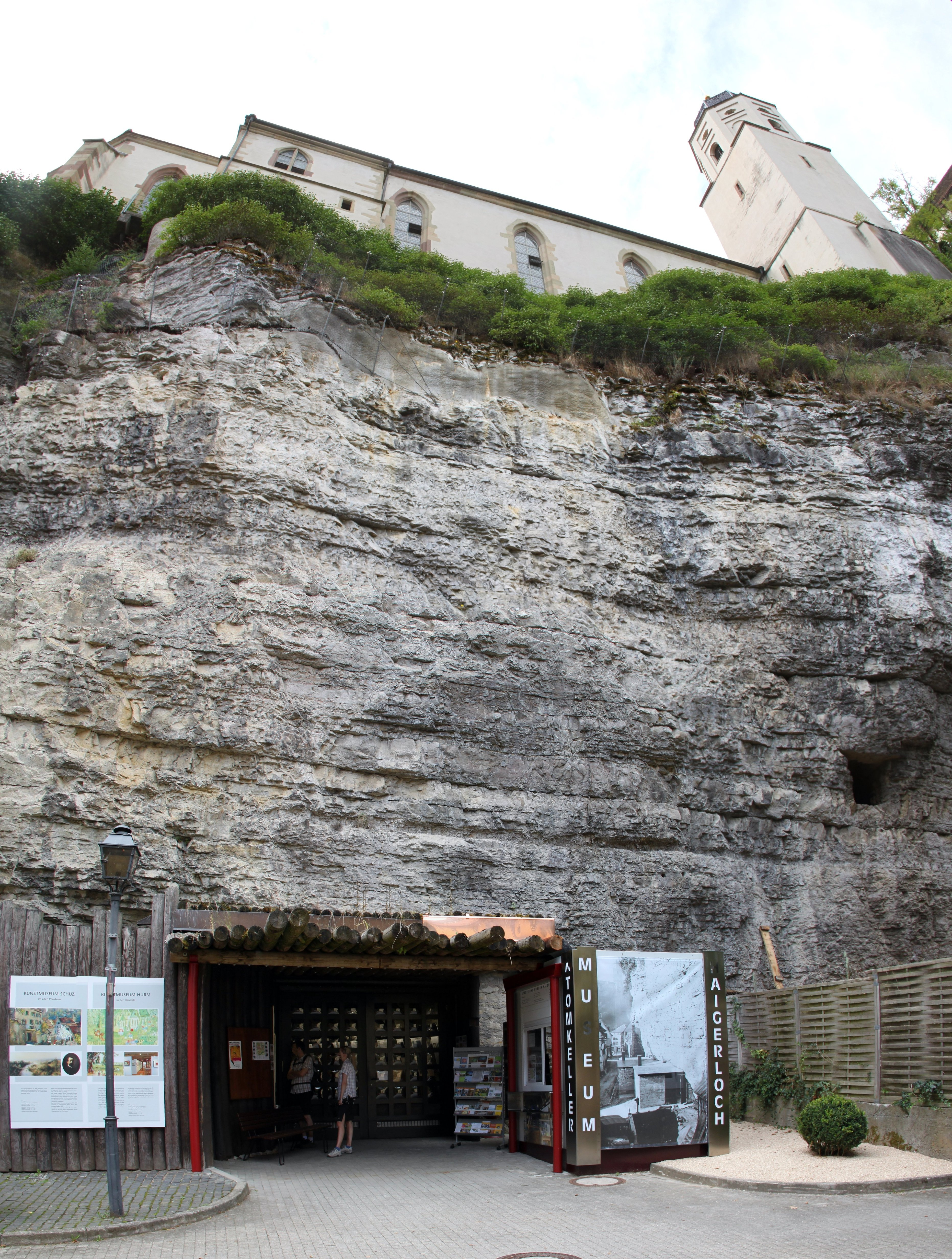
L'entrée du souterrain dans la couche de calcaire, et l'église du château, en 2013.

Dès le 29 juillet 1944, la « cave à bière » Schwanenwirt d'Haigerloch est louée pour 100 Reichsmarks par mois comme nouvel emplacement pour le réacteur de recherche de Berlin. Cette galerie a été creusée au début du XXe siècle, dans le projet d'un tunnel ferroviaire. Elle s'enfonce dans la colline sous l'église de la Ste Trinité, et est protégée contre les attaques de bombes aériennes par une couche de calcaire coquillier de 20 à 30 mètres d'épaisseur.
Le souterrain mesure environ 20 mètres de long et trois mètres de haut. Il a une section trapézoïdale, avec une largeur au sol de 5 mètres pour un plafond de 4 mètres. La galerie était supporté sur toute sa longueur par des étais en bois espacés de deux mètres. Un petit porche en masquait l'entrée.
Une fosse cylindrique de trois mètres de profondeur est creusée pour le réacteur dans la partie arrière de la galerie. Une grue de manutention est fixée au plafond de la galerie et un groupe électrogène diesel est installé dans la brasserie abandonnée de l'autre côté de la rue. Fin 1944, les travaux de conversion du souterrain, maquillée en « Centre de recherche sur les cavernes », ont tellement progressé que l'installation de la pile atomique peut démarrer.

### Transport et installation du matériel
le 31 janvier 1945, Gerlach, Wirtz et Diebner quittent Berlin à la tête d'un petit convoi, suivi de camions chargés de plusieurs tonnes d'eau lourde, d'uranium, de graphite et de matériel de génie.
Après une nuit de route, le convoi s'arrête à 240 kilomètres au sud la capitale dans la ville thuringienne de Stadtilm, où le groupe de travail de Diebner avait déménagé dès l'été précédent. Gerlach pense que le laboratoire de Diebner est plus avancé que celui d'Heisenberg et décide d'y décharger le contenu des camions. Très contrarié par ce changement de plan, Wirtz contacte Heisenberg à Hechingen, qui part immédiatement pour Stadtilm avec von Weizsäcker.
Une fois arrivé, Heisenberg tente de convaincre Gerlach d'apporter les matériaux à Haigerloch. Les deux hommes partent sur place le 12 février 1945 pour prendre connaissance de  la situation. Après que Gerlach se soit assuré que l'excavation rocheuse était plus appropriée comme nouvel emplacement pour le réacteur, il accepte un nouveau déménagement.
Fin février 1945, quatre semaines après avoir quitté Berlin, 1,5 tonne d'uranium, 1,5 tonne d'eau lourde, 10 tonnes de graphite et une petite quantité de cadmium arrivent à Haigerloch. L'uranium provient de la société Degussa, et a été extrait à Sankt Joachimsthal dans les Sudètes. L'eau lourde a été produite par Norsk Hydro en Norvège. De plus, le physicien Fritz Bopp de Berlin a fait voler un échantillon de 500 milligrammes de radium - béryllium comme source de neutrons.
Les travaux de construction de la pile expérimentale débutent dès l'arrivée des matériaux radioactifs à Haigerloch. Les travaux de construction du réacteur sont achevés durant la première semaine de mars 1945. Von Weizsäcker et Wirtz travaillent à la construction et aux expériences. Heisenberg lui-même gère le projet depuis Hechingen, faisant souvent des allers-retours entre les deux villes. En plus de Bagge et Bopp, d'autres scientifiques locaux sont impliqués dans le projet, tels Korsching et Erich Fischer.

## La pile atomique et son utilisation

### L'installation d'essai

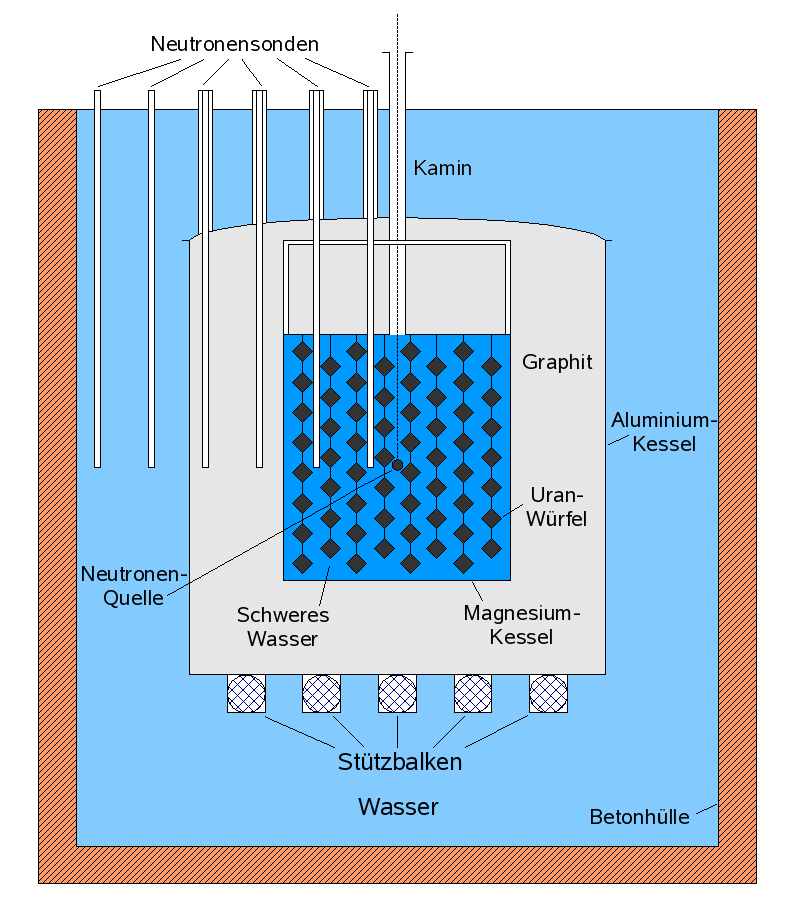
Croquis de la pile expérimentale.

La disposition spatiale des cubes d'uranium dans un réseau cubique à faces centrées.

L'enveloppe extérieure du réacteur est constituée d'un cylindre en béton dans lequel est insérée une chaudière en aluminium d'un diamètre de 2,11 mètres et d'une hauteur de 2,16 mètres. Cette chaudière repose sur des poutres en bois placées au sol. L'espace entre ces poutres est rempli d'eau non radioactive. Une autre coque très légere en alliage de magnésium, d'un diamètre de 1,24 mètre et de la même hauteur, est insérée dans la coque en aluminium. Le réservoir en magnésium avait déjà été utilisé dans l'expérience B6. Celui en aluminium avait été utilisé pour la première fois dans l'expérience à grande échelle B7. Les deux chaudières ont été fabriquées par une société berlinoise : la Bamag-Meguin.
Entre ces deux chaudières est intercalé une couche de graphite de 43 centimètres d'épaisseur, pesant 10 tonnes, qui sert de réflecteur de neutrons et de bouclier. Le graphite a été utilisé comme réflecteur pour la première fois dans la précédente expérience à grande échelle B7. Le couvercle de la chaudière intérieure est constitué de deux plaques de magnésium, entre lesquelles se trouve également une couche de graphite.
Au total, la pile contient 664 cubes en uranium d'une longueur d'arête de cinq centimètres et d'une masse de 2,4 kilogrammes chacun. Ils sont attachés à 78 fils d'aluminium sur ce couvercle. 40 fils contiennent neuf cubes chacun, les 38 fils restants contiennent huit cubes chacun. Les cubes d'uranium représentent un poids total de 1,58 tonne. Ils sont descendus dans le récipient intérieur à l'aide de la grue et l'ensemble est fermé par le couvercle. Dans ce réseau cubique à faces centrées, les cubes d'uranium sont disposés dans les coins et dans les points centraux d'un cube imaginaire. Les cubes d'uranium sont distants de 14 centimètres les uns des autres.
Le schéma avec les cubes d'uranium décalés a été utilisé pour la première fois en 1943 par Diebner lors de l'expérience G3 dans l'installation de test du Bureau des armes de l'armée à Gottow. Des plaques d'uranium avaient déjà été utilisées dans les tests de Berlin, mais avec de moins bons résultats. À l'origine, les physiciens voulaient tester une construction faite de cylindres d'uranium suspendus, comparables aux barres de combustible actuelles. Cependant, il n'y avait plus assez de temps pour produire de tels cylindres et les chercheurs ont donc décidé de réutiliser des cubes, issus des expériences de Diebner. Ceux ci n'avaient toutefois pas une taille idéale pour leur expérience (6 à 7 centimètres).
La source de neutrons au radium-béryllium peut être introduite au centre du réacteur par une cheminée. L'eau lourde est également versée dans la cuve interne du réacteur par la cheminée. Il y a aussi des ouvertures dans le couvercle à travers lesquelles des détecteurs de neutrons sont insérés. De cette manière, la distribution spatiale des neutrons dans l'ensemble de l'arrangement peut être mesurée en utilisant la symétrie cylindrique.

### Objectifs de l'expérience

Schéma d'une réaction en chaîne de fission nucléaire, ici avec un facteur de multiplication de 2.

Dans l'expérience à grande échelle B8, une réaction en chaîne de fission nucléaire devait être provoquée et observée par bombardement neutronique d'uranium. Ces expériences de recherche fondamentale ont pour but d'utiliser les mesures produites pour déterminer autant que possible les paramètres physiques nucléaires associés, tels que les sections efficaces. Ces découvertes, nécessaires pour les utilisations civiles de la fission nucléaire, sont également utiles pour des utilisations militaires. Certains chercheurs espéraient également atteindre la criticité du système et ainsi déclencher une réaction de fission en chaîne auto-entretenue. Ils ne savaient pas que dès décembre 1942, Enrico Fermi et ses collaborateurs du réacteur nucléaire Chicago Pile 1 aux États-Unis avaient réussi avant eux.
Cependant, la pile atomique n'a aucun moyen de réguler une condition critique car elle n'a ni barre de contrôle, ni système de vidange rapide de l'eau lourde. Si la densité de flux de neutrons mesurée et donc la vitesse de réaction nucléaire doit trop augmenter, il est prévu d'interrompre l'expérience, avant d'atteindre l'état critique, en retirant rapidement la source de neutrons et en mettant fin à l'alimentation en eau lourde. Si, contre toute attente, la centrale devenait incontrôlable, le morceau de cadmium, qui agit comme un absorbeur de neutrons, aurait été projeté dans le réacteur par la cheminée, interrompant ainsi la réaction en chaîne. Cependant les physiciens auraient été exposés à une forte dose de rayonnement, car le système était insuffisamment protégé contre les rayonnements au sommet.
Les chercheurs savent que leurs travaux peuvent être utilisés à des fins militaires. Tout d'abord, Heisenberg a déjà informé l'Heereswaffeamt fin 1939 que l'uranium 235 était un puissant explosif nucléaire. Von Weizsäcker a également souligné très tôt qu'il pourrait être utilisé comme arme et qu'un nouvel élément fissile - connu plus tard sous le nom de plutonium - serait créé dans des réacteurs à uranium. Si les expériences menées à Haigerloch auraient pu conduire à la confirmation de ces supputations, de nombreuses années de travaux de recherche approfondis auraient été nécessaires pour développer des armes opérationnelles.

### L'expérience à grande échelleB8

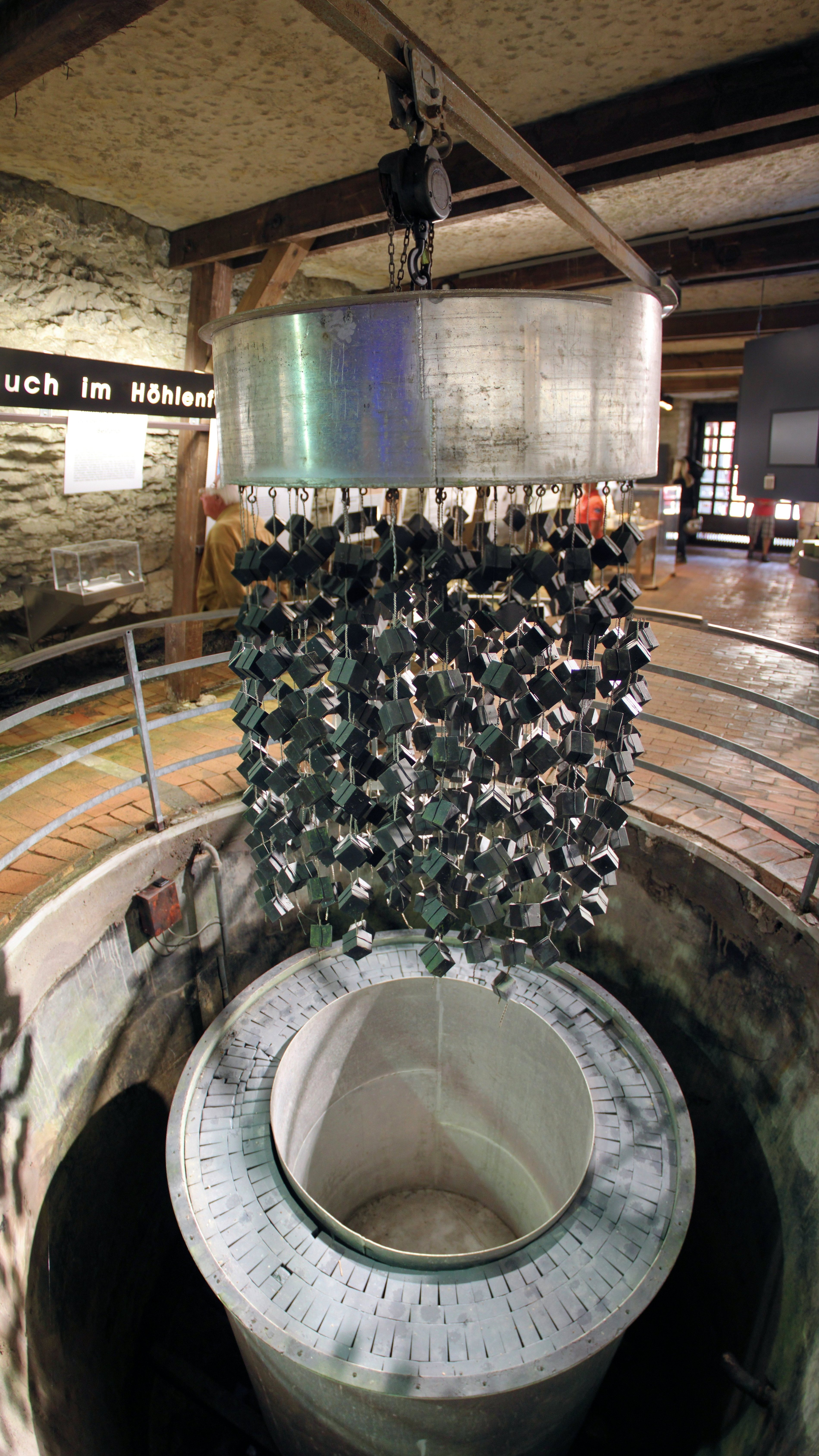
Intérieur du réacteur et cube d'uranium (réplique).

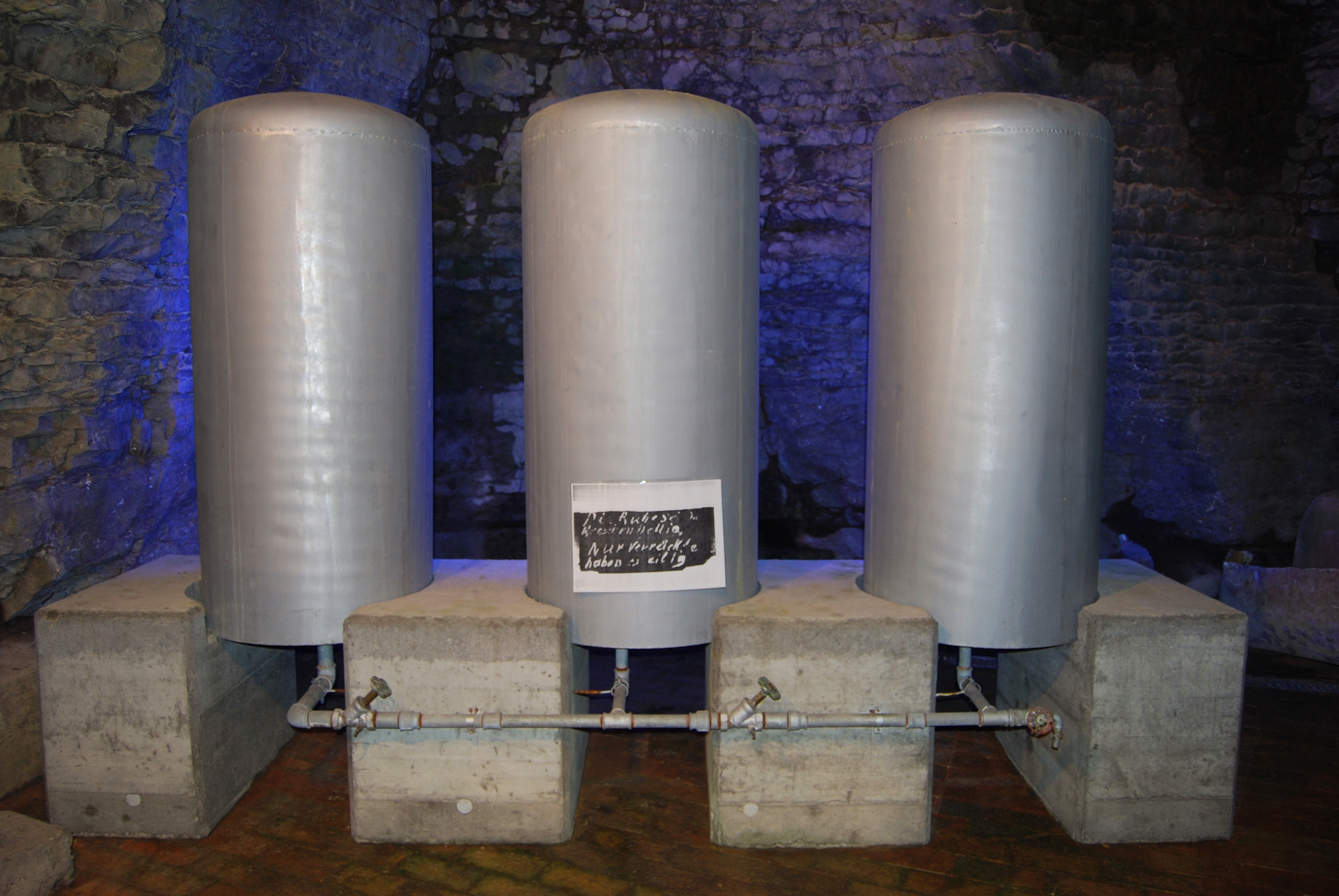
Les réservoirs d'eau lourde (réplique).

Lors de l'expérience de début mars 1945, Heisenberg est également présent dans ce centre d'essai souterrain, « assis et calculant sans cesse ». Une fois le réacteur fermé et la source de neutrons placée dans la pile, l'eau lourde est soigneusement versée dans la cuve interne du réacteur.
L'alimentation en eau est stoppée à intervalles réguliers, le temps de surveiller la multiplication des neutrons grâce à des sondes. En appliquant l'inverse de l'intensité neutronique mesurée à la quantité d'eau lourde introduite - une idée de Heisenberg - les scientifiques ont pu prédire le niveau d'eau auquel le réacteur atteindrait son niveau critique.
Cependant, la criticité n'est pas atteinte à la fin de l'expérience. La densité de neutrons a augmenté de 6,7 fois. Bien que cette valeur soit deux fois plus élevée que celle obtenue lors de la tentative précédente, elle reste  toujours insuffisante pour obtenir une réaction nucléaire en chaîne auto-entretenue. Le facteur de multiplication des neutrons était k = 0,85 ; la criticité aurait correspondu à k =1. Des calculs ultérieurs ont montré que le système aurait dû être environ une fois et demie plus grand pour devenir critique.
Cependant, les chercheurs n'ont ni le temps ni suffisamment d'uranium et d'eau lourde pour reconstruire une autre pile car l'usine d'eau lourde de Norsk Hydro à Rjukan a déjà été détruite par des bombardiers britanniques en novembre 1943 et, en septembre 1944, l'usine de Degussa à Francfort-sur-le-Main a également été durement touchée par un raid aérien.
Dans une dernière tentative pour atteindre l'état critique, Heisenberg veut amener les stocks d'eau lourde et d'uranium qui restent de Stadtilm à Haigerloch. De plus, il veut jeter toute théorie au vent et apporter de l'oxyde d'uranium dans le bouclier de graphite. Wirtz a découvert lors des dernières mesures que le graphite serait un meilleur modérateur qu'on ne le pensait auparavant. Cependant, les chercheurs sont incapable de contacter  Stadtilm car le réseau de communication allemand, n'est plus opérationnel.
Nous n'avons pas de détails plus précis sur cette installation et le déroulement de cette expérience. En effet, les rapports d'expérience originaux ont été récupéré par les forces armées américaines. Cependant, Heisenberg et Witz ont rédigé une description globale de leurs huit expériences à grande échelle, vers 1950. Lors d'une analyse ultérieure de deux fragments de cube d'uranium de Haigerloch par l' Institut des éléments transuraniens du Centre de recherche de Karlsruhe, il s'est avéré que l'uranium n'avait pas été suffisamment irradié par les neutrons pour que du plutonium puisse être détecté.
L'absence de plutonium  indique que les chercheurs allemands était encore loin d'obtenir une réaction nucléaire en chaîne avec le dispositif et donc, d'avoir la possibilité de créer une bombe atomique.

## Destruction du dispositif par les forces américaines

### La mission Alsos

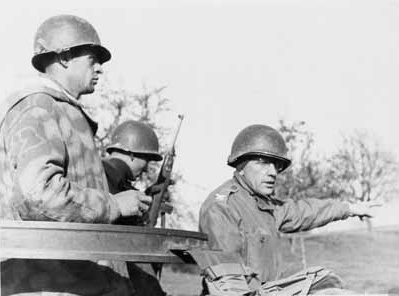
Boris Pash (à droite) lors de la mission Alsos III à Hechingen.

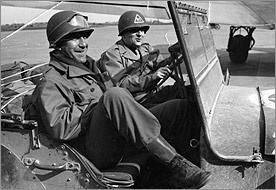
Samuel Goudsmit (à droite) lors de la mission Alsos III à Stadtilm.

Les Alliés soupçonnent depuis longtemps que des chercheurs allemands travaillent sur une bombe atomique. L'objectif de l'unité spéciale américaine Alsos, fondée en 1943 dans le cadre du projet Manhattan sous le général Leslie R. Groves, est de trouver et de mettre en sécurité les installations de recherche nucléaire allemandes, et de capturer les principaux scientifiques nazis. De cette façon, non seulement le propre programme d'armement nucléaire américain pourraient progresser, tout en privant l'Union soviétique et les autres puissances alliées de ces précieuses connaissances. Le chef militaire de la mission est le lieutenant-colonel Boris Pash, l'équipe scientifique est dirigée par le physicien d'origine néerlandaise Samuel Goudsmit.
Jusqu'à fin 1944, les Américains ne savent pas exactement où en sont les recherches allemandes. La mission Alsos I en Italie au cours de l'hiver 1943/44 a été largement infructueuse. Ce n'est que fin novembre 1944, lors de la mission Alsos II en France, que des lettres d'autres membres du « projet Uranium » sont retrouvées dans le bureau de Weizsäcker à l'Université de Strasbourg. Les Américains en concluent que l'Allemagne n'a pas de bombe atomique et n'en produira pas non plus dans un avenir proche. Cependant, certains documents indiquent l'existence d'un laboratoire de recherche suspect dans la future zone d'occupation française à Hechingen. Pour devancer les troupes françaises, Groves et Pash envisagent d'attaquer le site par les airs avec des parachutistes ou de le détruire par des bombardements. Le physicien Samuel Goudsmit réussit cependant à convaincre les Américains que le projet nazi ne vaut pas la peine de déployer de tels efforts, et ils optent donc pour une opération terrestre.
Les premières unités spéciales de la mission Alsos III traversent le Rhin, avec la 7e armée américaine, le 26 mars 1945. Le 30 mars 1945, elles capturent les physiciens Walther Bothe et Wolfgang Gentner à Heidelberg, alors qu'ils travaillent sur leur cyclotron. Samuel Goudsmit apprend alors que les dispositifs de recherche nucléaire du projet Uranium ont été relocalisées à Haigerloch, près de Hechingen, et à Stadtilm, dans la future zone d'occupation soviétique. Le lieutenant-colonel Boris Pash décide de se rendre d'abord à Stadtilm pour devancer l'armée soviétique. Ils y arrivent environ trois semaines avant les forces russes, mais Diebner a déjà fui avec son état-major et son matériel vers Munich, dans la future zone d'occupation. Il ne leur reste plus qu'à empêcher que le réacteur de Haigerloch ne tombe aux mains des Français.

### Captation et destruction des installations nucléaires

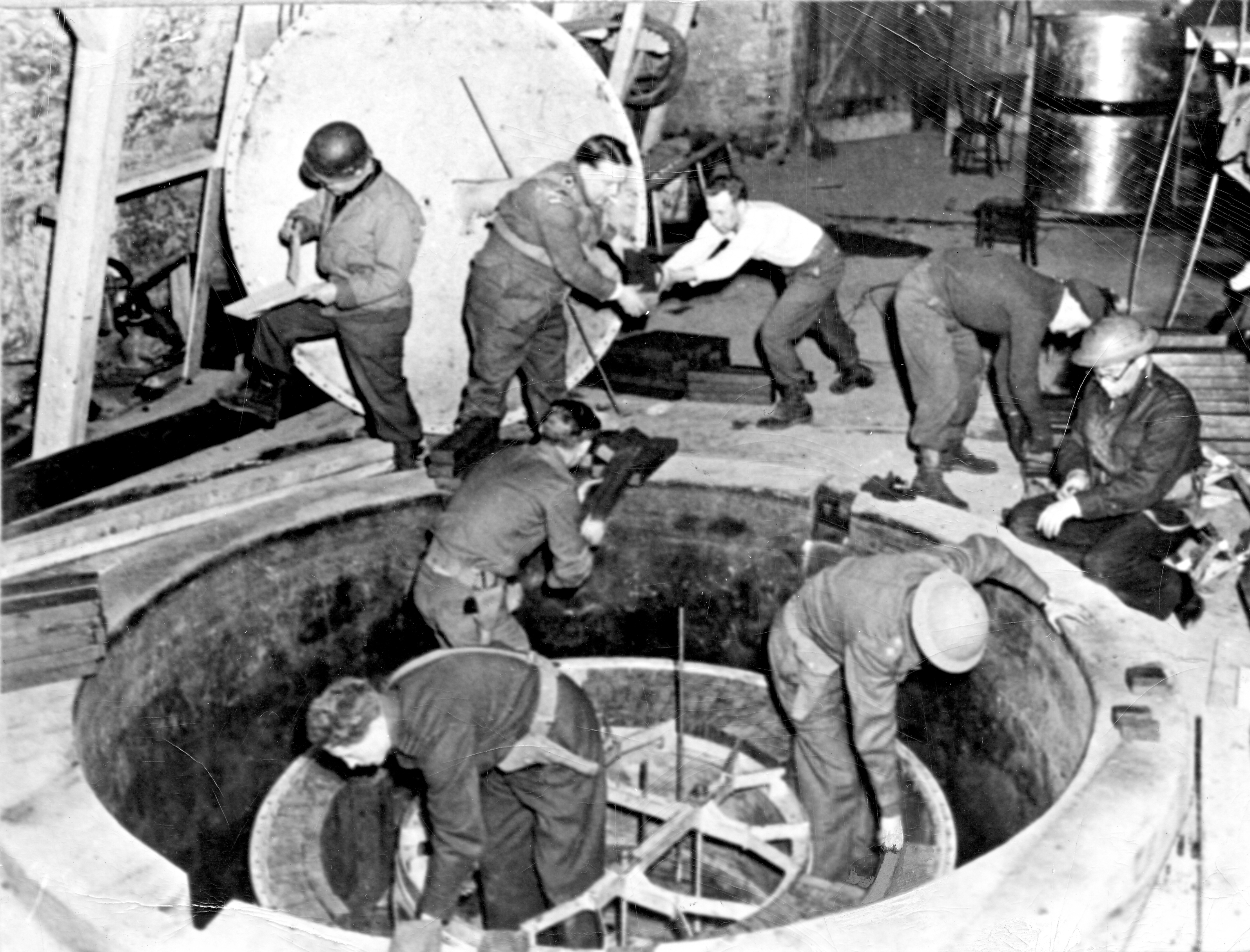
Démantèlement du réacteur par les membres de la mission Alsos III.

L'armée française arrive le 22 avril 1945 à Haigerloch, mais les troupes ne remarquent pas le laboratoire nucléaire souterrain. Le lendemain, la mission Alsos arrive dans la zone d'occupation française dans le cadre de l'opération Harborage. Elle trouve le site et le démantèle le jour suivant. Les Américains réalisent à ce moment-là que la recherche allemande est en retard de plus de deux ans sur la leur et que les moyens dont disposent les chercheurs allemands sont très inférieurs à ceux du projet Manhattan.

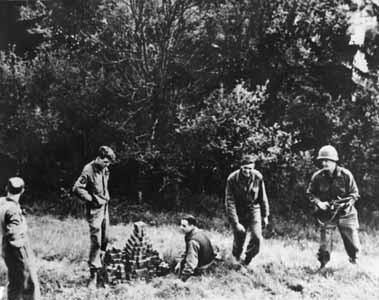
Découverte des cubes d'uranium enfouis dans un champ proche de l'église du château.

Les scientifiques allemands arrêtés sont persuadés que leurs travaux sont plus avancés que ceux des Américains et se montent peu coopératifs. Ils ont retiré les cubes d'uranium et l'eau lourde de l'installation pour les cacher. Après un interrogatoire de plusieurs heures, les Américains réussissent à arracher à Wirtz et von Weizsäcker l'emplacement des caches en leur promettant qu'ils pourront reprendre leurs expériences après la guerre sous la protection des Alliés. 659 des 664 cubes d'uranium seront retrouvés enterrés dans un champ près de l'église du château, ainsi que l'eau lourde transportée dans la cave d'un ancien moulin. Weizsäcker avait caché l'ensemble des documents scientifiques, y compris les compte-rendu des expériences, dans la fosse septique de sa maison à Hechingen.
Les matériaux et les résultats des recherches sont emportés par les Américains et acheminés aux États-Unis via Paris. Les parties de l'installation expérimentale qui ne pouvaient pas être évacuées sont détruites par de petits explosifs, après que le pasteur de l'époque a convaincu les Américains de ne pas utiliser de fortes charges qui auraient pu endommager l'église baroque du château située juste au-dessus. Un groupe de militaires français, dirigé par le physicien Yves Rocard, a recherché l'installation peu après les troupes américaines, mais n'a trouvé qu'un morceau d'uranium  de la taille d'un morceau de sucre, provenant du laboratoire. Néanmoins, des pièces du réacteur, comme les briques de graphite de haute pureté, seront recyclées dans le premier réacteur nucléaire français Zoé.
Les dix pilotes allemands du projet uranium (Bagge, Diebner, Gerlach, Hahn, Heisenberg, Korsching, von Laue, von Weizsäcker et Wirtz, ainsi que le physicien Paul Harteck) seront internés dans le cadre de l'opération Epsilon à Farm Hall, en Grande-Bretagne, de juillet 1945 à Janvier 1946. C'est là, qu'ils apprendront l'histoire des bombes atomiques larguées sur Hiroshima et Nagasaki en août 1945, ainsi que les progrès américains en matière de technologie nucléaire et leurs conséquences.

## Postérité

### Musée

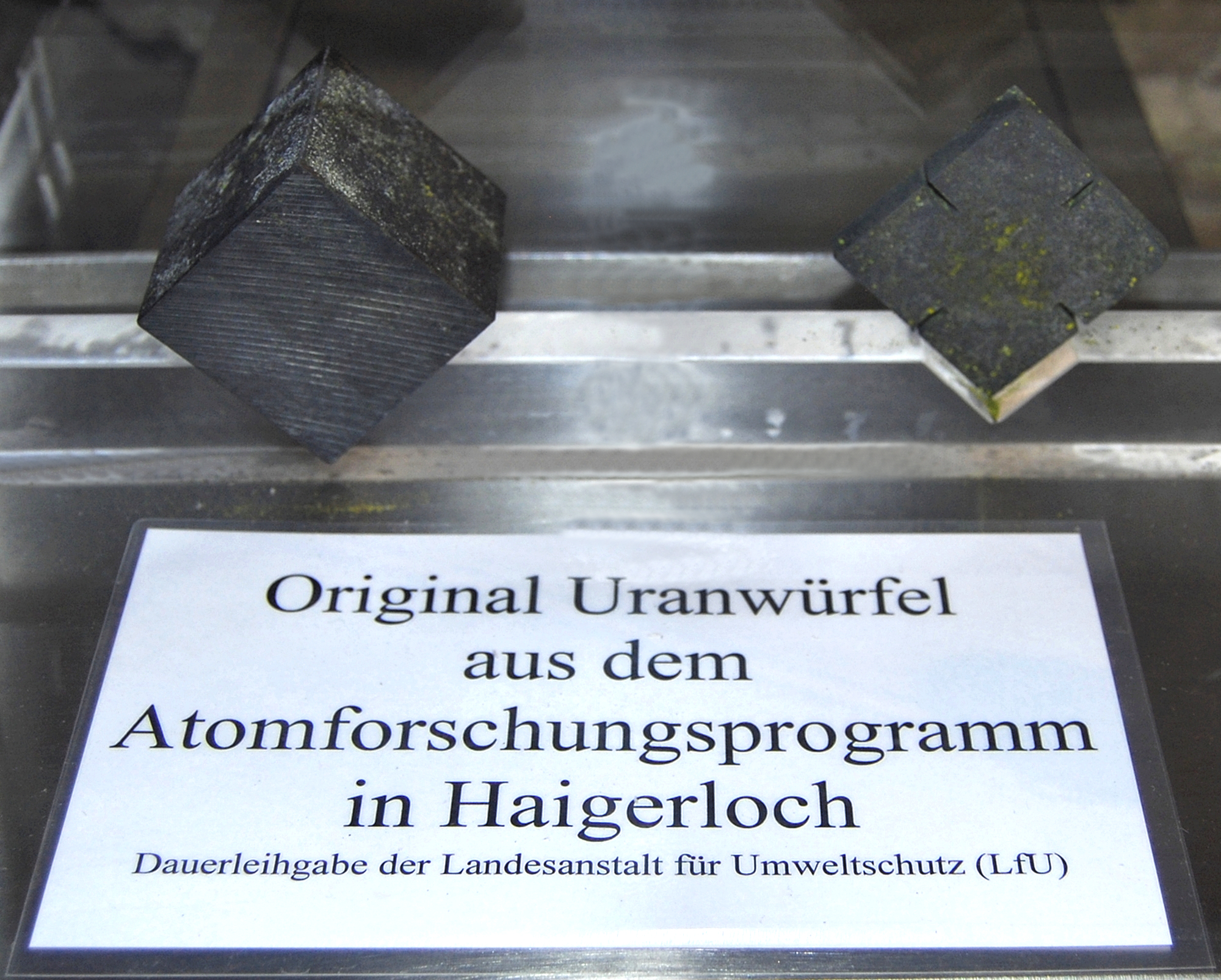
Deux cubes originaux d'uranium au musée Atomkeller.

Le musée Atomkeller, ouvert en 1980, est situé dans le souterrain. Outre une réplique du réacteur, deux des cinq cubes d'uranium restants sont exposés. Heisenberg avait emporté l'un des deux cubes avec lui et il a été retrouvé, au début des années 1960, par des enfants jouant sur la rivière Loisach, près de chez lui.

### Culture populaire
Dans le jeu vidéo Undercover : Operation Wintersonne de dtp entertainment de 2006, le joueur, dans le rôle d'un physicien britannique est chargé d'infiltrer le programme de recherche allemand. Au cours de l'aventure en pointer-cliquer, le joueur entre dans un laboratoire de recherche souterrain fictif à Haigerloch, mais l'installation est abandonnée et le « prototype de la bombe » est volé.
Dans Sniper Elite 4 (2017), la mission "Tempête Mortelle 3 : Éradication" présente une version fictive de la ville, rebaptisée Steigerloch. L'objectif principal du joueur est de repérer le laboratoire souterrain et de détruire le réacteur.